# Yasukuni Maru
Die Yasukuni Maru (japanisch 靖国丸) war ein zu Beginn der 1930er Jahre in Dienst gestelltes Kombischiff der japanischen Reederei NYK (Nippon Yūsen Kabushiki Kaisha), das kurz vor dem Beginn des Krieges im Pazifik (1941) von der Kaiserlich Japanischen Marine requiriert und zu einem U-Boot-Begleitschiff umgebaut wurde. Das Schiff, benannt nach dem gleichnamigen Yasukuni-Schrein, gehörte der aus zwei Einheiten bestehenden Terukuni Maru-Klasse an und wurde als zweites Schiff dieses Typs am 22. April 1929 auf der Mitsubishi-Werft in Nagasaki auf Kiel gelegt. Nach dem Stapellauf am 15. Februar 1930 erfolgte am 31. August 1930 die Indienstnahme. Im Jahr 1944 ging die Yasukuni Maru durch einen U-Boot-Angriff verloren, wobei 1.188 Menschen starben und nur 43 Überlebende gerettet werden konnten.

## Technische Details
Die Yasukuni Maru war 160,47 m lang (maximal) und 19,51 m breit. Der durchschnittliche Tiefgang lag bei 9,10 m, konnte aber bei voller Beladung auf bis zu 11,28 m ansteigen. (Dieser Wert wird auch im nebenstehenden Informationsblock genutzt.) Die Maschinenanlage bestand aus zwei 10-Zylinder-Krupp-Germania-Dieselmaschinen mit einer Höchstleistung von 14.368 PSe (auf zwei Wellen). Bei maximal 114 Umdrehungen pro Minute konnte das Schiff eine Höchstgeschwindigkeit von rund 18 Knoten (ca. 33 km/h) erreichen. Bei sparsamer Fahrt (10.000 PSe, 15 Knoten) und mit vollem Treibstoffvorrat, dieser belief sich auf rund 3.200 Tonnen Dieselöl, lag die rechnerische Seeausdauer bei etwa 31.000 Seemeilen. Zur Aufnahme von Stückgut besaß das Schiff vier Ladeluken und zwei große Ladebäume.
An Bord konnten bis zu 249 Passagiere untergebracht werden (121 in Erster-Klasse-, 68 in Zweiter-Klasse- und 60 in Dritter-Klasse-Kabinen). Da das Schiff vor allem auch in tropischen und subtropischen Klimazonen verkehren sollte, unter anderem im Indischen Ozean, verfügten alle Innenbereiche über eine Klimaanlage. Die Kabinen waren sehr hochwertig ausgestattet, besaßen Holzverkleidungen aus Eschenholz und ein separate, einstellbare Belüftung. Die Besatzung der Yasukuni Maru zählte insgesamt 177 Personen, wobei 56 für die Schiffsführung und den -betrieb zuständig waren und 121 für die Betreuung der Reisenden. An Bord befand sich zudem ab Mitte der 1930er Jahre, erstmals auf einem auf der Route von Japan nach Europa verkehrenden Schiff, auch ein Radiotelefon, das es Passagieren ermöglichte, von Bord aus an Land anzurufen. Allerdings war dieser Service den Erste-Klasse-Reisenden vorbehalten und dementsprechend teuer – ein dreiminütiges Gespräch kostete 1937 rund 30 US-Dollar (was heute und inflationsbereinigt rund 530 US-Dollar entsprechend würde).
Die Fahrt an Bord der Yasukuni Maru galt denn auch insgesamt als vergleichsweise teuer: So wurden beispielsweise für Reisen in der Ersten Klasse von Japan nach Shanghai im Jahre 1935 189 US-Dollar berechnet; für die Reise nach Europa, hier vor allem nach London, Marseille und Hamburg, lag der Preis im gleichen Jahr und in der gleichen Klasse bei rund 500 bis 600 US-Dollar (nach heutigem Wert etwa zwischen 9.200 und rund 11.000 US-Dollar).

### Umbau zum U-Boot-Begleitschiff
Am 29. Oktober 1940 wurde die Yasukuni Maru von der kaiserlich japanischen Marine requiriert und ab dem 30. Oktober auf der Marinewerft in Kure zwecks Umbau zu einem U-Boot-Begleitschiff eingedockt. Dieser Umbau dauerte bis Anfang Januar 1941. Hierbei wurden zusätzliche Tanks für Frischwasser und Betriebsstoff (zur Abgabe an U-Boote) installiert, zudem wurden Lagerräume für Ersatzteile, Munition und bis zu 42 Reserve-Torpedos an Bord eingerichtet. Das Schiff, nun vollständig in grüngrauem Tarnanstrich gehalten, erhielt eine Bewaffnung, welche sich aus sechs älteren 15,2-cm-Geschützen L/50 Typ 41 – es handelte sich dabei um ehemalige Marinekanonen aus dem Jahre 1912, die zeitweise als Mittelartillerie auf den Schlachtschiffen der Kongō-Klasse genutzt, aber seit den frühen 1930er Jahren eingelagert worden waren – und vier 13,2-mm-Fla-Maschinengewehren des Typs 93 zusammensetzte. Zudem erhielt das Schiff zwei Suchscheinwerfer. Voll ausgerüstet lag die Wasserverdrängung nun bei rund 19.000 Tonnen. Die Besatzung wuchs im Rahmen dieser Umbaumaßnahmen auf 343 Mann (Seeleute und Techniker) an.

## Dienstzeit
Nach der Indienstnahme im August 1930 und nach Abschluss der Testfahrten, lief die Yasukuni Maru unter Kapitän Naoichi Segawa am 22. September 1930 zu ihrer Jungfernfahrt aus, die das Schiff von Yokohama und über Hongkong, Singapur und Sues nach London und Hamburg führte.

### Vorkriegszeit
Nachdem die Jungfernfahrt im Mai 1931 wieder in Yokohama geendet hatte, bediente das Schiff in den nachfolgenden Jahren diese Europa-Route beständig. Ab 1932 wurden auf die Häfen von Neapel und Marseille in den Routenplan aufgenommen. Diese Fahrten verliefen weitgehend ruhig und ereignislos. Im Sommer 1933 rettete die Yasukuni Maru fünf chinesische Seeleute, deren Dschunke etwa 30 Seemeilen südlich von Shanghai im Sturm in Seenot geraten war. Zudem behandelte die Krankenstation des Schiffes im April 1934 in Port Said mehrere erkrankte Matrosen des japanischen Schulkreuzers Asama, darunter einen Patienten mit Blinddarmentzündung. 1936 brachte die Yasukuni Maru ferner das japanische Olympiateam zu den olympischen Spielen in Berlin nach Deutschland. Das Schiff fuhr in dieser Zeit trotz der hohen Preise mit Gewinn und war fast immer ausgebucht. Bis 1937 wurden die Start- und Anlaufhäfen noch ergänzt, so starteten die Europa-Fahrten auch wahlweise von Kōbe, Kitakyūshū und Osaka. Weiterhin wurden auf diesen Reisen auch die Häfen von Penang, Colombo und Aden mit in die Routenpläne aufgenommen. Diese erfolgreiche Passage wurde bis Mitte 1939 bedient.
Nachdem sich die internationale und auch speziell die Lage in Europa ab Ende der 1930er Jahre indessen verschärft hatte (Sudetenkrise, deutscher Einmarsch in der Tschechoslowakei im März 1939, Beginn des zweiten japanisch-chinesischen Krieges im Jahre 1937), wurden die Fahrten der Yasukuni Maru nach Europa allmählich reduziert. Nachdem das Schiff im März 1939 die Angehörigen der nach dem deutschen Einmarsch aufgelösten japanischen Botschaft in Prag via Hamburg nach Japan zurückgebracht hatte, folgte im Spätsommer 1939 nur noch eine einzige Reise nach Europa. Hierbei wurden wegen der drohenden Kriegsgefahr Ende August 1939 insgesamt 240 japanische Staatsbürger aus Hamburg evakuiert.  
Nach Ausbruch des Zweiten Weltkrieges am 1. September 1939 verblieb die Yasukuni Maru in Asien und wurde von da an nur noch kurzzeitig auf der pazifischen Route nach den Vereinigten Staaten eingesetzt. Diese Entscheidung wurde auch vor dem Hintergrund getroffen, dass das Schwesterschiff der Yasukuni Maru, die Terukuni Maru, am 21. November 1939 vor Harwich auf eine deutsche Seemine gelaufen und gesunken war. Zwar waren keine Opfer zu beklagen gewesen, aber der Vorfall hatte erhebliche diplomatische Spannungen zwischen (dem noch neutralen) Japan und dem Deutschen Reich verursacht, obgleich beide Länder bereits sich politisch angenähert hatten (siehe Dreimächtepakt von 1940). Um die Yasukuni Maru nicht ähnlichen Risiken auszusetzen, verkehrte das Schiff deswegen nur noch im Pazifik. Zielhäfen hierbei waren unter anderem San Francisco und Los Angeles sowie Hilo und Honolulu auf Hawaii und Manzanillo in Mexiko.

Ende Oktober 1940 wurde das Kombischiff schließlich, auch vor dem Hintergrund der sich im Pazifik abzeichnenden Spannungen, von der kaiserlich japanischen Marine am 29. Oktober 1940 requiriert und ab dem Folgetag bei der Marinewerft in Kure eingedockt, um zu einem U-Boot-Begleitschiff  umgebaut zu werden. 

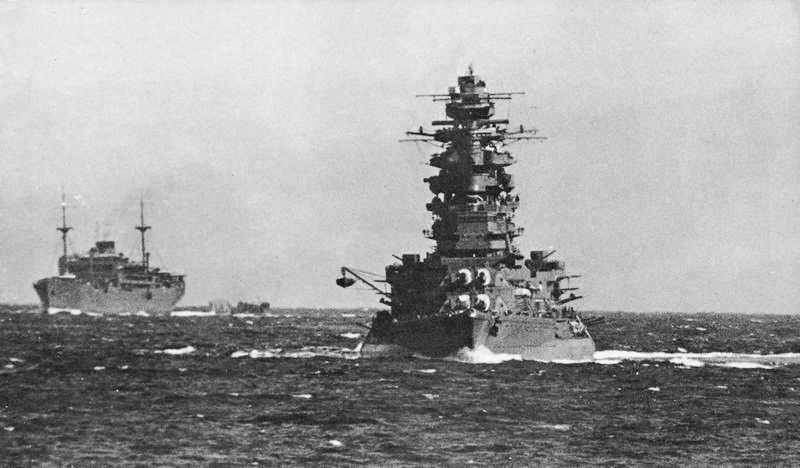
Die Yasukuni Maru (im linken Bildhintergrund) während eines Verlegungsmarsches 1941. Im Vordergrund ist das Schlachtschiff Nagato zu sehen.

### Einsatz im Zweiten Weltkrieg
Nach dem Abschluss der Umbauarbeiten wurde die Yasukuni Maru am 11. Januar 1941 als U-Boot-Begleitschiff unter dem Kommando von Kaigun-Taisa Sekimoto Orinosuke in Dienst gestellt und dem 1. U-Boot-Geschwader (Kaigun-Shōshō Sato Tsutomu) der 6. Flotte (U-Boot-Flotte) zugeteilt. Stützpunkte des Schiffes waren zunächst Yokosuka und Okinawa. 
Ab Dezember 1941 und unmittelbar nach dem Angriff auf Pearl Harbor war das Begleitschiff auf Kwajalein stationiert und versorgte hier zeitweise die U-Boote des 4. U-Boot-Geschwaders. Dort wurde die Yasukuni Maru am 1. Februar 1942 bei einem überraschenden Angriff von Trägerflugzeugen des US-Flugzeugträgers Enterprise durch Bombennaheinschläge am Heck beschädigt und musste nachfolgend bis Ende April 1942 in Kure repariert werden. Am 1. Mai kam dabei mit Kaigun-Taisa Mori Ryo ein neuer Kommandant an Bord.
Zwischen Mai und Herbst 1942 diente das Schiff erneut in Kwajalein und in Truk als zumeist stationär vor Ort liegendes U-Boot-Depotschiff. Ende 1942 verlegte die Yasukuni Maru nach Palau und wurde von dort aus für mehrere Versorgungs- und Nachschubfahrten nach der japanischen Großbasis Wewak (Papua-Neuguinea) eingesetzt, um die dortige Garnison zu verstärken (Operation HEI-GO). Unter anderem transportierte das Schiff dabei Teile der 20. Infanteriedivision von Fusan (im japanisch besetzten Korea) nach Wewak, wobei sich an Bord über 1.400 Soldaten und elf Lastwagen befanden. Weitere Operationen dieser Art fanden im Januar und Februar 1943 statt, wobei Teile der 41. Infanteriedivision von China aus nach Papua-Neuguinea verbracht wurden, hierbei erlitt das Schiff bei einer Grundberührung vor Wewak Mitte Januar leichte Beschädigungen.

 
Nach einer Grundüberholung in Kure im März 1943 und einer Versorgungsfahrt nach Balikpapan im Mai 1943 (wobei in dieser Zeit mit Kaigun-Taisa Seki Tei erneut ein neuer Kommandant an Bord kam), verblieb die Yasukuni Maru bis Oktober 1943 als stationäres Versorgungsschiff in Palau. Ende 1943 verlegte das Schiff schließlich zwecks einer Überholung in Yokohama nach Japan zurück. Im Rahmen der sich für Japan verschlechternden Kriegslage wurde die in Yokohama liegende Yasukuni Maru jedoch bereits im Januar 1944 herangezogen, um in einer Truppentransport- und Nachschuboperation nach Truk eingesetzt zu werden. Diese Unternehmung, dem Konvoi gehörten neben der Yasukuni Maru noch die beiden Hilfskreuzer Aikoku Maru und Akagi Maru sowie drei Zerstörer an, sollte den Verlust des Schiffes mit sich bringen. 

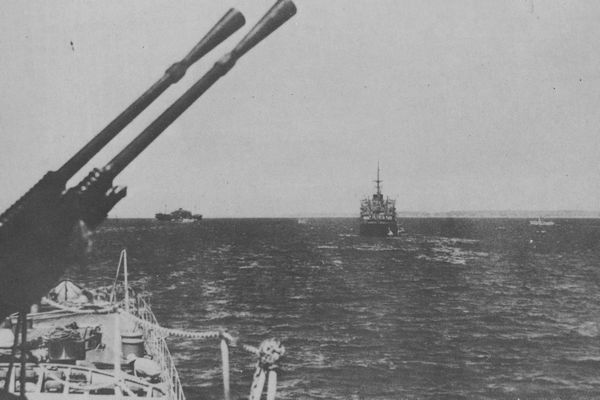
Heckansicht der Yasukuni Maru während einer Geleitoperation vor Kwajalein. Die Aufnahme entstand von Bord des Leichten Kreuzers Katori. Am linken Bildrand ist der U-Boot-Versorger Rio de Janeiro Maru zu erkennen (1942).

## Untergang
Der Geleitzug verließ am 25. Januar 1944 Tateyama und nahm Kurs auf Truk, wobei sich an Bord der Yasukuni Maru insgesamt mehr als 1.200 Menschen befanden, darunter über 500 U-Boot-Techniker und U-Boot-Fahrer sowie 369 Angehörige des 222. Marine-Bau-Bataillons.
Die Fahrt verlief zunächst ereignislos, in der Nacht des 31. Januar auf den 1. Februar 1944, gegen 2:00 Uhr, jedoch entdeckte das US-U-Boot Trigger (unter dem Kommando von Lieutenant Commander Robert E. Dornin) den Konvoi etwa 250 Seemeilen nordwestlich der Hall Islands. Das U-Boot beschattete die Schiffe in der Dunkelheit zunächst mit seinem Radar für rund zwei Stunden und fuhr zwei verschiedene Attacken, wobei zunächst sieben Torpedos erfolglos (!) abgefeuert wurden. Den drei sichernden Zerstörern (die über kein Radar verfügten), gelang es hierbei dennoch nicht, das U-Boot zu stellen und zu bekämpfen.
Die Trigger umkreiste den Geleitzug und feuerte um 3:58 Uhr, auf der Backbordseite des Konvois stehend, einen letzten Torpedofächer auf die Schiffe ab. Aus diesem Fächer trafen nur 90 Sekunden später zwei Torpedos die Yasukuni Maru am Vorschiff auf der Backbordseite. Nur Sekunden später erschütterte eine schwere Folgeexplosion, vermutlich weil ein Lagerraum mit Reserve-Torpedos getroffen worden war, das Motorschiff, welches daraufhin vor der Brücke auseinanderbrach und innerhalb von fünf Minuten sank. Der Zerstörer Shiratsuyu suchte danach den Untergangsort ab, konnte aber in der Dunkelheit und im aufschwimmenden Trümmerfeld nur 43 Überlebende retten. 1.188 Seeleute, Soldaten und Techniker, darunter auch Kaigun-Taisa Seki, waren mit dem Schiff untergegangen.
Das angreifende U-Boot entkam ohne Beschädigungen, es geriet aber rund 14 Monate später vor der japanischen Küste mit der ganzen Besatzung in Verlust. Die Yasukuni Maru wurde am 10. März 1944 aus dem Schiffsregister gestrichen. Die Lage des Wracks ist nicht bekannt.